# Равкі
Равкі (пол. Rawki) — село в Польщі, у гміні Хожеле Пшасниського повіту Мазовецького воєводства.
Населення — 118 осіб (2011).
У 1975-1998 роках село належало до Остроленцького воєводства.

## Демографія
Демографічна структура станом на 31 березня 2011 року:
|          | Загалом | Допрацездатний вік | Працездатний вік | Постпрацездатний вік |
| -------- | ------- | ------------------ | ---------------- | -------------------- |
| Чоловіки | 60      | 8                  | 47               | 5                    |
| Жінки    | 58      | 11                 | 31               | 16                   |
| Разом    | 118     | 19                 | 78               | 21                   |